# بسک (تربت حیدریه)
بسک (تربت حیدریه)، روستایی از توابع بخش بایگ شهرستان تربت حیدریه در استان خراسان رضوی ایران است. وجود ۹۹ کارگاه ابریشم کشی و اشتغال نیمی ازمردم روستا به این شغل از مهمترین عوامل ثبت ملی روستای بسک در مرداد 97 است. ظرفیت بسیاربالای این روستا به همراه بایگ درتولید ۷۰درصد ابریشم کشور نقش مهمی در انتخاب بسک به عنوان تنها روستای ملی درخراسان داشته است. این روستا هم اکنون جزء 6 روستا درکشور است که درحوزه صنایع دستی به عنوان روستای ملی ثبت شده است.
مستندی برای معرفی این خطه با عنوان "سپید پایتخت ایران" با حمایت اداره میراث فرهنگی،صنایع‌دستی و گردشگری و همکاری اداره فرهنگ و ارشاد اسلامی تربت‌حیدریه در حال تهیه بوده و از چندی پیش رسماً ساخت این مستند به کارگردانی میرزا حسین شعبانی در محل روستای بسک شهر بایگ تربت‌حیدریه آغازشده است.

## جمعیت
این روستا در دهستان بایک قرار دارد و براساس سرشماری مرکز آمار ایران در سال ۱۳۸۵، جمعیت آن ۴۳۰ نفر (۱۲۱خانوار) بوده‌است. روستای بسک به روستای بدون دخانیات و طلاق مشهور است. 